# 김정주 (성우)
김정주(1966년 11월 2일 ~ 2006년 10월 26일)는 대한민국의 성우이다. 1986년 KBS 20기로 입사했으며 한국방송 성우극회 소속.

## 주요 출연작품

### 애니메이션
- 개구쟁이 데니스 (SBS) - 월터 / 엄마
- 고슴도치 소닉 (SBS) - 니콜
- 고질라 (KBS) - 엘시
- 내일은 월드컵 (SBS) - 사서 선생님
- 마법천사 루비 (KBS) - 루미아
- 별나라 요정 코미 (KBS) - 팅팅 / 아롱이 엄마 / 장마리(카이 엄마)
- 소년탐정 김전일 (투니버스) - 하현수 경장
- 신데렐라 (KBS) - 잔느 / 파키
- 올림포스 가디언 (SBS) - 아프로디테
- 왕부리 팅코 (SBS) - 카이
- 유니미니펫 (SBS) - 고양 / 안우수
- 유리가면 OVA (애니원) - 설진아 / 민희
- 은하탐정 케인 (SBS) - 아리시아
- 타이의 대모험 (SBS) - 마사
- 팽이대전 G블레이드 (SBS) - 에밀리(처음) / 라이(처음)

### 애니메이션 영화
- 마법의 성 (KBS) - 엄마
- 아나스타샤 (KBS) - 가짜 아나스타샤
- 치킨 런 (KBS)

### 영화
- 15분 (KBS) - 호킨스의 동료(민디 마튼) / 다프네의 여동생(아이리나 가사노바)
- 가위손 (KBS) - 조이스 (캐시 베이커)
- 글루미 선데이 (KBS)
- 골치 아픈 여자 (KBS) - 차안의 여자(지닌 비시그나노) / 에어로빅 강사(베스 R. 존슨)
- 길로틴 트래지디 (KBS) - 판사 부인
- 까미유 끌로델 (KBS)
- 나는 네가 지난 여름에 한 일을 알고 있다 (KBS) - 엘사 (브리짓 윌슨)
- 나의 아름다운 비밀 (SBS)
- 나일강 살인 사건 (KBS) - 루이즈(제인 버킨)
- 내 남자친구의 결혼식 (KBS) - 손님(레이철 그리피스)
- 데이트 소동 (KBS)
- 라디오 살인사건 (KBS)
- 라이언하트(KBS) - 니콜(애슐리 존슨)
- 레지던트 이블 (KBS) - 그린 (애나 볼트) / 블랙(인드라 오브)
- 로미오 머스트 다이 (SBS) - 암살범(엽방화) / 콜린의 여친(켄들 사운더스) / 어린 한(존로스 퐁)
- 로보캅 2 (SBS) - 린다 가르시아 박사(패트리샤 샤보니르)
- 록키 3 (KBS)
- 리플리컨트 (SBS)
- 마빈스 룸 (KBS) - 간호사
- 마스크(SBS) - TV 방송 진행자(웬디 L. 월시)
- 맬리스 (KBS)
- 무기여 잘 있거라 (KBS) - 간호사(페기 커닝햄)
- 미이라 2 (KBS) - 밀라 네이스/아낙수나문(파트리시아 벨라스케스)
- 방세옥 2 (SBS) - 진가락의 엄마
- 배틀필드 (SBS) - 크리시 (사빈 카센티)
- 분노의 목격자 (SBS)
- 비욘드 랭군 (KBS)
- 사랑과 영혼 (KBS) - 수잔(수잔 브레슬로) / 오다의 동생(아멜리아 맥퀸) / 수녀
- 사랑의 이중주 (KBS) - 린다
- 사망유희 (SBS)
- 성룡의 나이스 가이 (KBS)
- 솔드 아웃 (SBS)
- 스네이크 아이 (KBS) - 라운드 걸(크리스티나 풀턴)
- 스타쉽 트루퍼스 (KBS) - 카르멘의 동료 조종사(에이미 스마트)
- 스피어 (SBS) - 에드먼즈(마가 고메즈)
- 시티 오브 엔젤 (KBS) - 병원 안의 아이(알렉산더 굴드)
- 식스 데이 세븐 나잇 (KBS) - 안젤리카 (재클린 오브라더스)
- 식스맨 (KBS)
- 신용문객잔 (KBS) - 옥보
- 심플 플랜 (KBS) - 간호사
- 동방삼협 (SBS)
- 어글리 우먼 (SBS) - 미스 스페인 참가자
- 어니스트: 유령 퇴치 작전 (KBS) - 조이(알렉 클래퍼) / 엘리자베스의 엄마(데니스 힉스)
- 어둠 속의 8일 (KBS)
- 애꾸눈 론 선장 (KBS)
- 엠마 (KBS)
- 엠파이어 레코드 (KBS) - 제인 (데비 메이저)
- 왓 라이즈 비니스 (SBS)
- 위 워 솔저스 (SBS) - 바버라 게이건(케리 러셀)
- 이지 라이더 (KBS) - 리사 (루이나 앤더스)
- 인공지능 하우스 (KBS) - 자니(제이슨 랜싱)
- 졸업 (KBS)
- 지 아이 제인 (SBS)
- 첨밀밀 (SBS) - 방소정 (양공여)
- 첩혈속집 (SBS)
- 캐치 미 이프 유 캔 (SBS) - 체릴(제니퍼 가너) / 여학생 / 은행 직원 / 비행기 표 판매원
- 쿵후 선생 (KBS) - 제레미(이한)
- 키스 오브 드래곤 (SBS)
- 터미널 스피드 (KBS)
- 트윈스 (KBS) - 승무원(로라 밀리건)
- 파라다이스 로드 (KBS) - 로즈매리 (제니퍼 엘)
- 필라델피아 (KBS)
- 필라델피아 익스페리먼트 2 (SBS) - 스캇 (리사 로빈스)
- 헌티드 힐 (KBS) - 멜리사 (브리짓 윌슨)
- 황야의 결투 (KBS) - 케이트(제인 다웰)
- 홀리 맨 (KBS) - 앰버(킴 알렉시스)
- 화룡풍운(KBS) - 연우(오군여)
- 뉴욕 뉴욕 (KBS)
- 25시의 추적 (KBS)
- 007 골드핑거 (KBS) - 비행 조종사(알레타 모리슨)

### 외화
- 강호풍운록 (KBS) - 춘희
- 의천도룡기 (KBS)
- 타임 트랙스(SBS) - 비키니 걸(킴벌리 조셉)
- 컴퓨터 특공대 (SBS)
- 판관 포청천 (KBS)

### 인터넷
- 사이버 파이터 (세이캐스트) - 양모